# Dieter Seebach
Dieter Seebach je německý chemik známý především díky výzkumu biopolymerů a dendrimerů a svými pracemi o stereochemii. Narodil se 31. října 1937 v Karlsruhe . Vystudoval chemii na univerzitě v Karlsruhe (TH) pod vedením Rudolfa Criegeeho. Později studoval na Harvardově univerzitě, kde ho vedl Elias Corey. Dostudoval v roce 1969. Po dokončení habilitační práce na téma selenem stabilizovaných karbaniontů a karbenů se stal profesorem organické chemie na univerzitě v Giessenu. Po šesti letech byl jmenován profesorem na ETH v Curychu, kde pracoval až do důchodu v roce 2003.

## Práce
Podílel se na výzkumu chemie dendrimerů a na syntéze β-peptidů. Seebach a Corey vyvinuli metodu přepólování (umpolung) karbonylové skupiny pomocí 1,3-propandithiolu, což významně rozšířilo možnosti organické syntézy.
Po něm je pojmenována Fráter–Seebachova alkylace, diastereoselektivní reakce β-hydroxyesterů.
Věnoval se také průzkumu vlastností a reaktivity polyhydroxyalkanoátů. Vyvinul metody jejich depolymerace, zabýval se analytickými metodami pro jejich charakterizaci, a mechanismy jejich biodegradace.

## Ocenění
- Cena Marcela Benoista za rok 2000 [15]
- Cena Tetrahedron 2003 za kreativitu v organické chemii a biomedicínské chemii [16]
- Cena Ryoji Noyori za rok 2004 [17]
- Cena Arthur C. Cope 2019 [18]